# Kerchia
Kerchia is een geslacht van uitgestorven weekdieren uit de klasse van de Gastropoda (slakken).

## Soort
- Kerchia yurkynensis Bandel, 2010 †